# Sollizitation
Sollizitation, lateinisch sollicitatio („Erregung“, „Verführung“), auch crimen sollicitationis („Verbrechen der Verführung“), ist ein moraltheologischer und kirchenrechtlicher Fachausdruck für einen sexuellen Übergriff im Rahmen der sakramentalen Beichte. Im katholischen Kirchenrecht ist der Versuch eines Priesters, die sakramentale Beichte zur Verführung eines Pönitenten zu einer Sünde gegen das sechste Gebot zu nutzen, mit schweren Strafen belegt.

## Geschichte
Unter den Titel Crimen sollicitationis erschien 1922 ein vatikanisches Dokument der Sacra Congregatio Sancti Officii (Heilige Kongregation des Heiligen Offizium, heute Dikasterium für die Glaubenslehre) von Kardinal Rafael Merry del Val unter Papst Pius XI. Das Dokument regelte die Verfahrensnormen nach dem Codex Iuris Canonici von 1917, der seinerseits die Apostolische Konstitution Sacramentum poenitentiae von Papst Benedikt XIV. vom 1. Juni 1741 aufgriff. Auch der Codex von 1917 schärfte die Anzeigepflicht durch das Opfer ein (CIC/1917 can. 2368 § 1).
Das Dokument wurde 1962 von Kardinal Alfredo Ottaviani unter Papst Johannes XXIII. im Hinblick auf das XXI. Ökumenische Konzil (= II. Vatikanisches Konzil) aktualisiert. Seit dem 20. März 2010 ist es auf der Internetseite des Vatikans abrufbar. Es enthielt Verfahrensnormen, die in Fällen einer Verführung eines Beichtenden durch den Beichtvater von Seiten der Bischöfe zu befolgen waren, auch in weiteren Fällen sehr schwerwiegender Vergehen sexueller Art wie des sexuellen Missbrauchs von Minderjährigen. Heute gelten in der römisch-katholischen Kirche dafür die Bestimmungen von Sacramentorum sanctitatis tutela (2001), welche durch den Brief De delictis gravioribus bekanntgemacht und am 21. Mai 2010 von Papst Benedikt XVI. ergänzt wurden.

## Regelungen
Sowohl das Vergehen als auch die Entweihung des Sakramentes haben die Exkommunikation des Täters zur Folge. Für das Opfer (Pönitent) besteht unter Androhung der automatischen Exkommunikation die Pflicht, diese Tat innerhalb von vier Wochen beim zuständigen Oberhirten (Bischof) oder beim Heiligen Offizium anzuzeigen.
Die gleiche Norm ist auch auf das crimen pessimum (homosexuelle Handlungen) sowie Sex mit Kindern oder Tieren (Kapitel V, Absatz 73) anzuwenden.
Geregelt wurde die Einsetzung von kirchlichen Richtern sowie der Ablauf der Untersuchung und die Zusammensetzung des kirchlichen Gerichtshofes.
Die Kirchenstrafen für einen Priester, der des crimen sollicitationis für schuldig befunden wird, reichen (neben der Exkommunikation bzw. nach ihrer Lösung für einen reuigen Täter) von der Suspendierung, dem Verlust von Würden (Degradierung) und Einkünften bis hin zur Entlassung aus dem Klerikerstand. Dies wird von Sondervorschriften ergänzt: wenn Rückfälligkeit zu befürchten ist, muss für ständige Überwachung Sorge getragen werden. Eine Verwendung an der gleichen oder einer ähnlichen Stelle soll verhindert werden.
Alle am Verfahren Beteiligten werden zur höchster Geheimhaltung verpflichtet, insbesondere in den Fällen, die das Beichtgeheimnis tangieren. Dies betrifft auch den Schriftverkehr. Strafen für einen Bruch der Geheimhaltung beinhalten die Exkommunikation der Mitglieder des kirchlichen Gerichtshofes, aber nicht der Opfer und der Zeugen.
Der Fassung aus 1962 sind circa 20 Formulare beigefügt, die den Schriftverkehr und die Protokollierung eines crimen sollicitationis regeln und Formeln für den Amtseid und die Verurteilung enthalten.
Als Verfolgungsbehörde und Gericht ist die Glaubenskongregation zuständig.

## Rezeption
In Zivilprozessen wegen sexueller Übergriffe durch katholische Priester in den Vereinigten Staaten von Amerika wurde von Anwälten der Kläger argumentiert, das Dokument Crimen sollicitationis sei ein Beweis für Justizbehinderung durch die katholische Kirche. Verteidiger der Kirchenlinie argumentieren dagegen, dass es den Bischöfen nicht verboten habe, staatliche Behörden zu informieren; die Geheimhaltung gelte nur für den Prozess innerhalb der Kirche.
Der Dominikaner Thomas Doyle, Berater und Sachverständiger für kirchliche Missbrauchsfälle in den USA, Kanada, Irland, Israel und dem Vereinigten Königreich, vertrat 2006 in einem Interview mit der britischen BBC die Meinung, das Dokument sei „eine explizite schriftliche Richtlinie zur Vertuschung sexuellen Missbrauchs an Kindern durch Geistliche, um diejenigen zu strafen, die Aufmerksamkeit auf diese Verbrechen der Kirchenmänner lenken wollten“. Diese Meinung hat er später modifiziert bzw. korrigiert.
Am 13. März 2010 sagte der Kirchenanwalt der Kongregation für die Glaubenslehre, Monsignore Charles J. Scicluna, in einem vom Heiligen Stuhl weltweit verbreiteten Interview: „Eine schlechte Übersetzung dieses Textes ins Englische hat den Eindruck erweckt, als ob der Heilige Stuhl die Geheimhaltung durchsetzen wollte, um die Tatsachen zu vertuschen. Aber so war es nicht. Das Ermittlungsgeheimnis diente dazu, den guten Ruf aller beteiligten Personen zu schützen, vor allem den guten Ruf der Opfer selbst, und dann auch den der angeklagten Kleriker, die – wie ein jeder – das Recht auf die Unschuldsvermutung bis zum Beweis des Gegenteils haben. Die Kirche liebt keine Spektakel-Justiz. Das Regelwerk über sexuellen Missbrauch ist nie als Verbot verstanden worden, eine Anzeige bei den zivilen Behörden zu erstatten.“

## Trivia
Crimen Sollicitationis wurde 2008 im gleichnamigen Song der spanischen Band Ska-P scharf verurteilt.